# Kerk van Weener
De Evangelisch-Hervormde St.-Georgs-Kirche is een kerkgebouw in de Duitse stad Weener, waarvan het oudste deel, het schip, stamt uit de dertiende eeuw. Het koor dateert uit de vijftiende eeuw. De losstaande kerktoren is gebouwd in 1738.
Het pronkstuk van de kerk van Weener is het orgel uit 1710, ontworpen door Arp Schnitger. Het behoort tot diens latere werk. Het werd mede gebouwd door zijn zoon Franz Caspar Schnitger. In 1782 is het door de orgelbouwer Johann Friedrich Wenthin uitgebreid en van een orgelkas in rococostijl voorzien. Het instrument heeft twee manualen en 29 registers met zelfstandig pedaal. De laatste grote restauratie van het orgel vond plaats in 1978-1983 door Jürgen Ahrend.

## Afbeeldingen

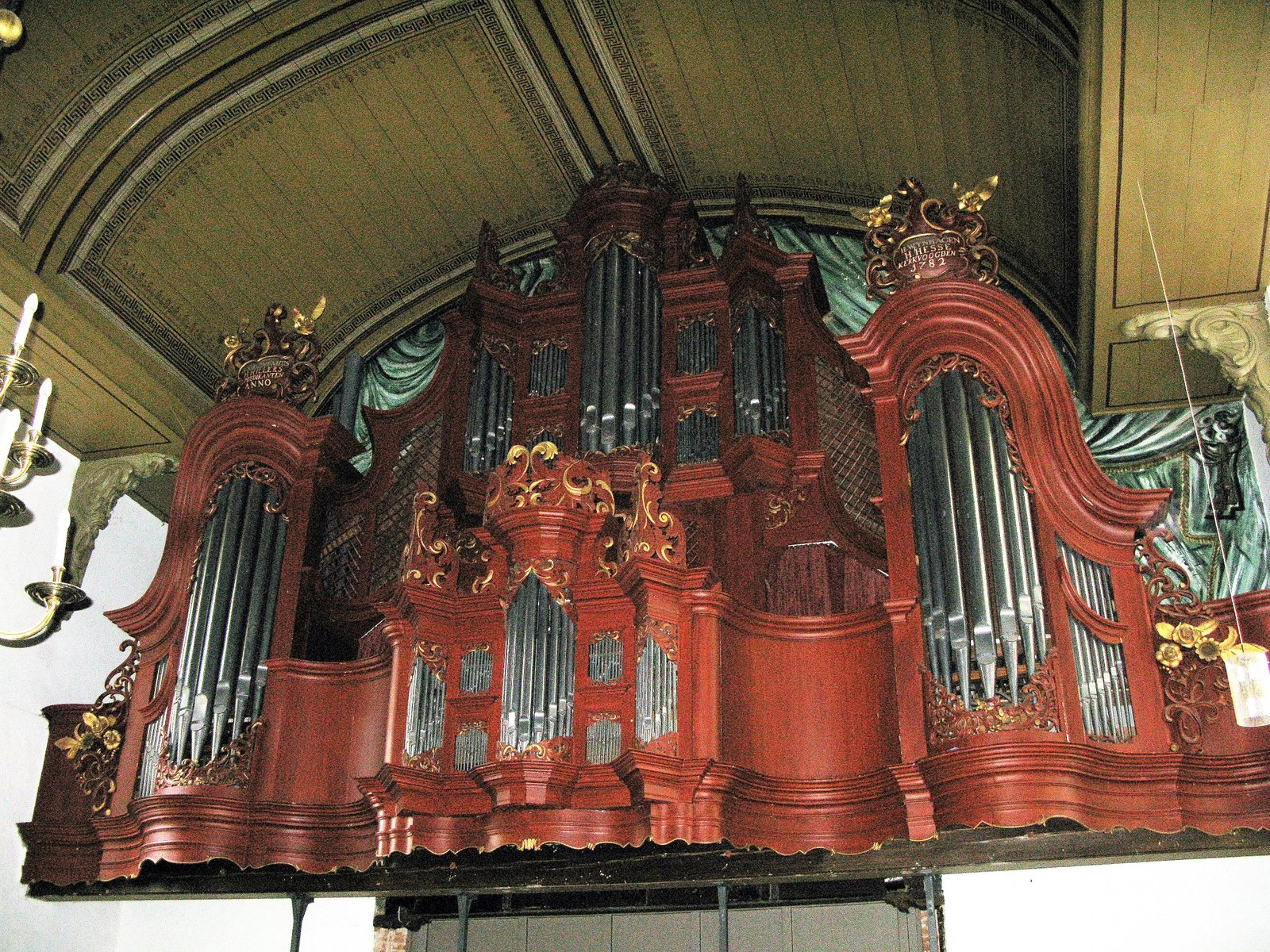
Orgel
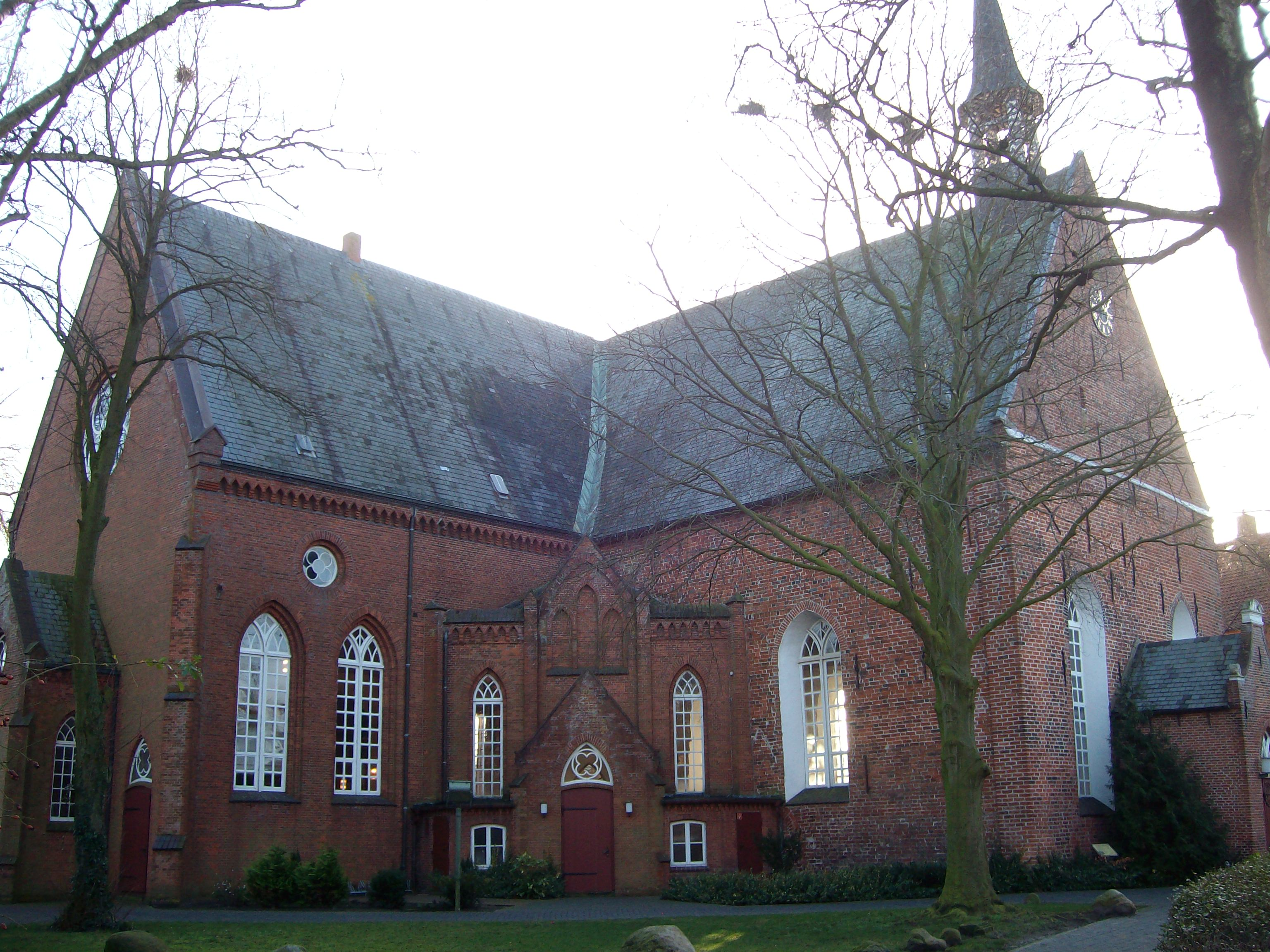
Kerk gezien uit het noordoosten
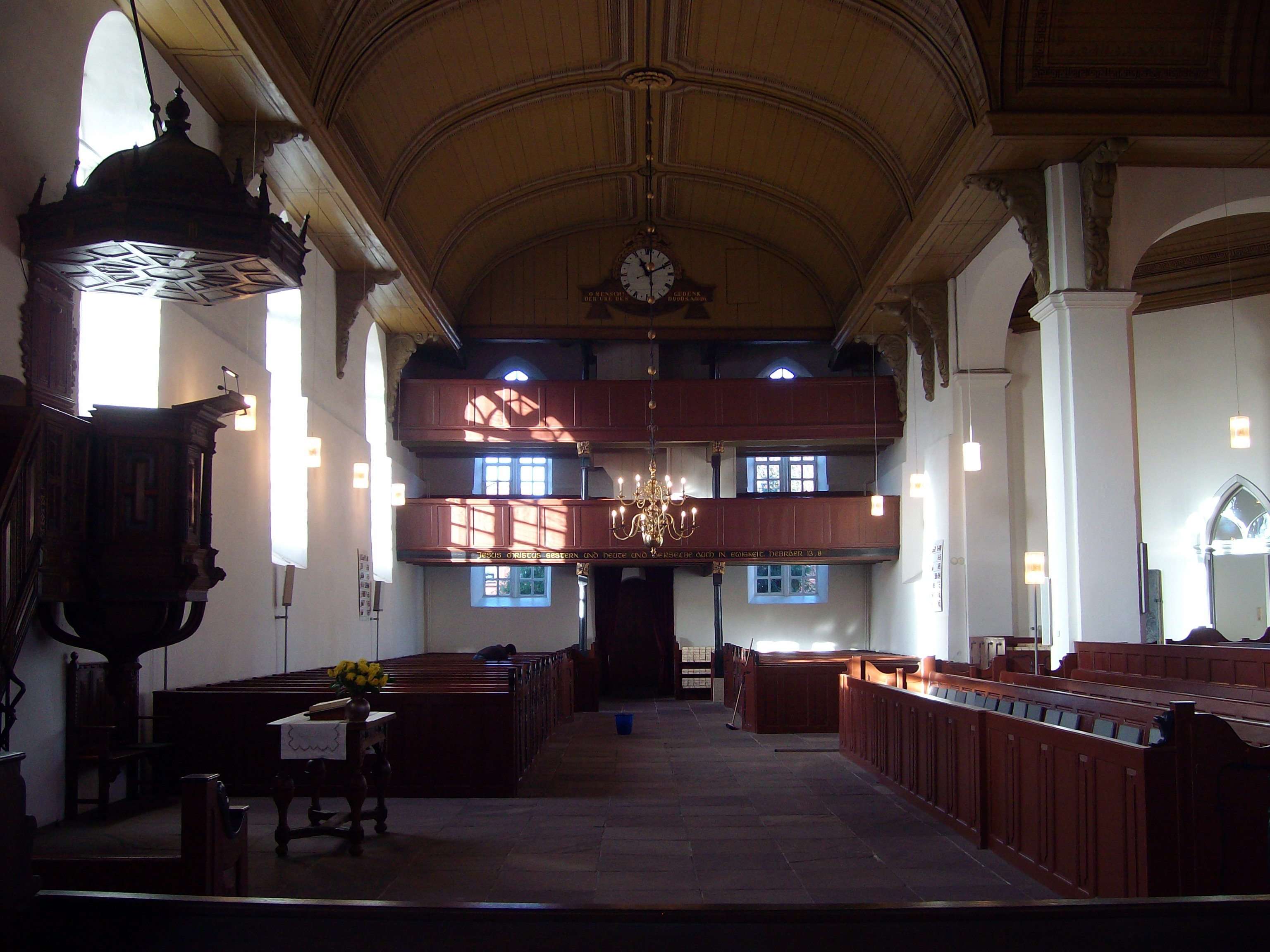
Het 13e-eeuwse schip van de kerk